# IC 5302
 IC 5302 ist eine  linsenförmige Galaxie vom Hubble-Typ SB0 im Sternbild Tukan am Südsternhimmel. Sie ist schätzungsweise 419 Millionen Lichtjahre von der Milchstraße entfernt.
Das Objekt wurde am 29. August 1900 vom US-amerikanischen Astronomen DeLisle Stewart entdeckt.